# Stensholms säteri

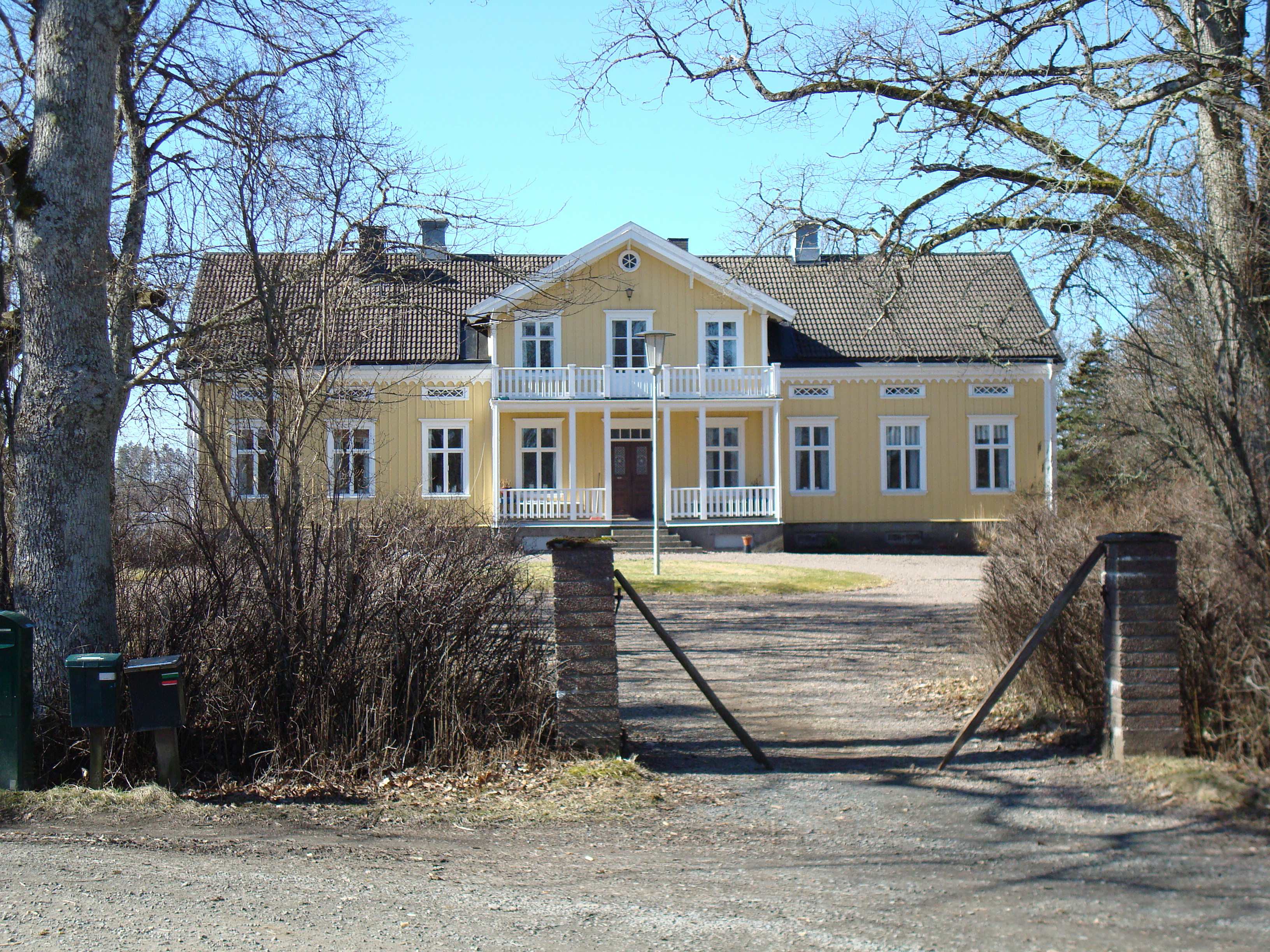
Stensholms säteri 2010.

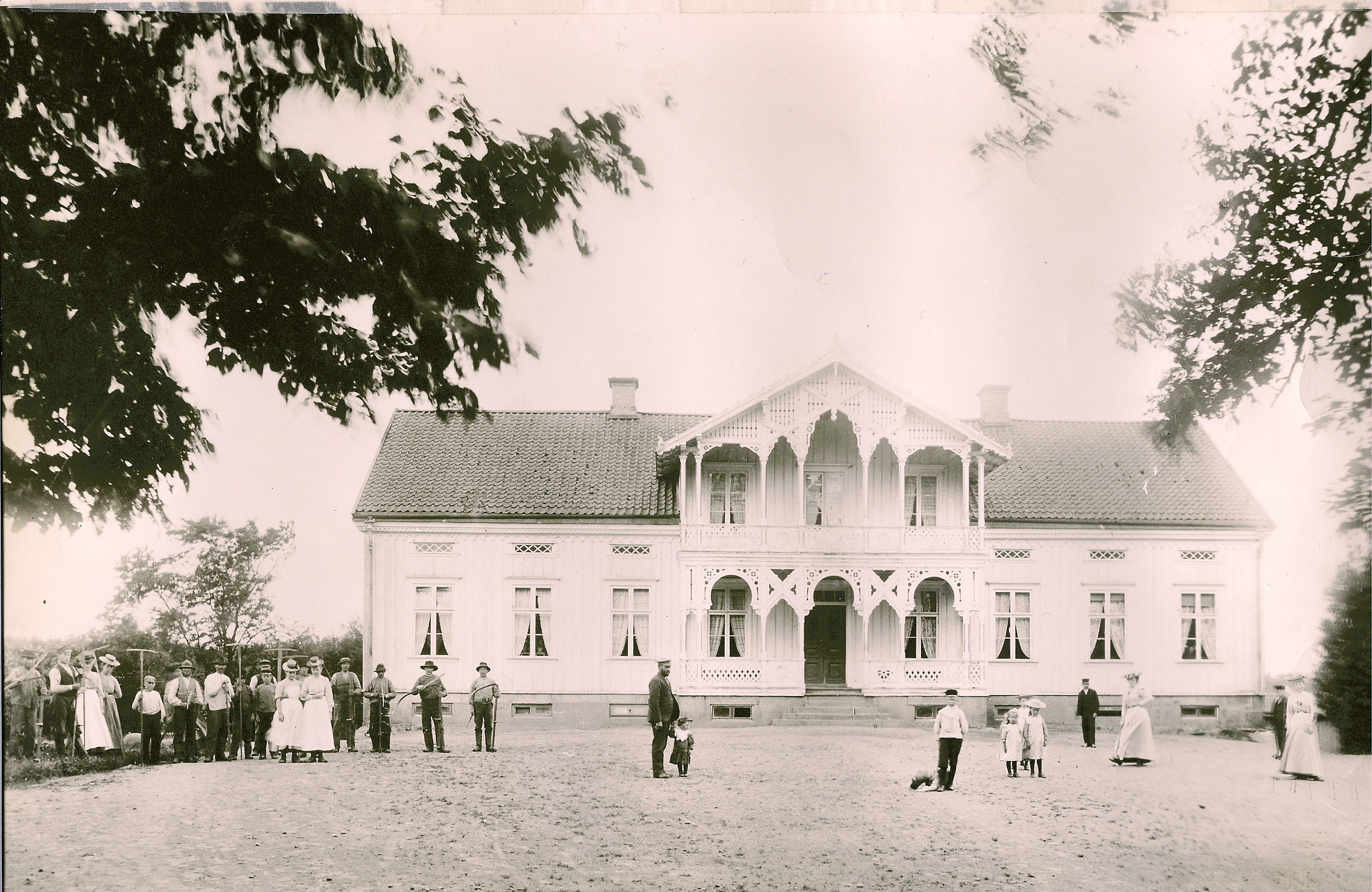
Stensholms säteri 1905.

Stensholm är en gård i Stensholm, Hakarps socken, Jönköpings kommun. Gården är Hakarps största gård och hade när den var som störst mellan 20 och 25 torp under sig.

## Gårdens historia
Innan namnet Stensholm kom till har den hetat Rädishella och Rädzla. Anledningen till namnet är att det skall ha legat en skräckhäll i området (rädis = rädsla, hella = häll). Detta åsyftar förmodligen den offerlund som skall ha funnits vid det närliggande Lundaberget. Rädishella slogs samman med gården Esterlunda, där förledet Ester antingen kommer från hester som betyder bok eller från att många frigivna trälar av folkslaget ester skulle bosatt sig där, och därigenom bildades Stensholm. De första torp man vet tillhörde Stensholm var Arvidstorp, Bjursbäcken, Bron, Glasberga och Hallen på 1680-talet. Under de följande årtiondena byggdes även torp som Abrahamstorp, Brostugan och Tyskängen och påföljande decennium fanns mer än 20 torp, en siffra som dock skulle komma att sjunka något under 1800-talets gång. 1902 vet man att gården hade elva torp under sig resulterande i 1500 mansdagsverken och 50 kvinnodagsverken. Den minskade siffran berodde delvis på att torp friköptes och delvis på att allt fler började arbeta på industrierna i området.
Namnet på Stensholm har blivit utrett i en uppsats av en Hanna Friberg år 1919. Det ursprungliga namnet på gården är Stensholmen, vilket är bestämd form av holme i betydelsen liten ö. Stensholm låg förr i tiden på en i Huskvarnaån utskjutande udde, kringfluten av vatten. På udden låg även en borg legat. Borgar kallades på den tiden kort för "sten", och med genitiv av detta, får man "Stensholm". Den utskjutande udde som Stensholm en gång låg på är idag en ö, med stenrester.

## Torp

### A-K
Abrahamstorp uppfördes under 1600-talets andra hälft. I detta torp vet man med säkerhet att förledet kommer från den som först brukade jorden, vilket är vanligt bland torp. Under 1690-talet har man nämligen funnit en Abraham som bodde i torpet. Denne Abrahams son dog 1693, och genom det är det inte orimligt att han hade bott där ett tag. Till 1875 fungerade Abrahamstorp som ett eget dagsverkstorp, men sedan slogs det samman med andra torp till det som kom att kallas Broholm. Eftersom ett nytt hus byggdes där Abrahamstorp stod år 1913 återfinns idag inga byggnadsrester.
Arvidstorp var ett av Stensholms äldsta och största dagverkstorp som finns omnämnt i kyrkoböckerna från 1682 med Sven Arfwidsson som inneboende, från vems far, Arfwid, namnet kommer. En bit in på 1700-talet heter alla torpets invånare Arfwid eller Arfwidsson, varför släktskap torde vara rimligt. Som dagsverkstorp fungerade Arvidstorp till 1919 vartefter det arrenderades med pengar. Husen finns fortfarande kvar.

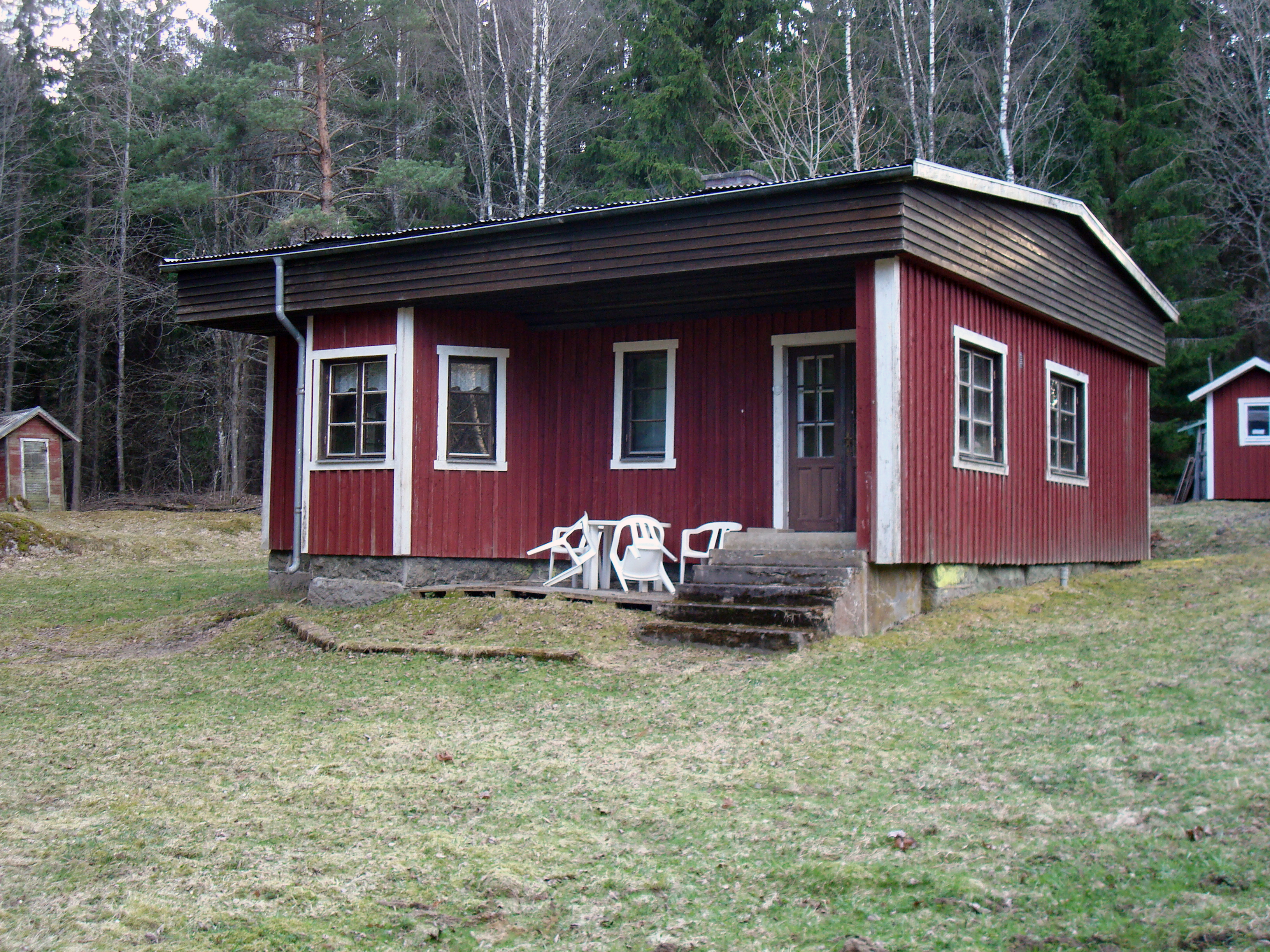
Bjursbäcken

På den plats där torpet Bjursbäcken ligger tror man att det har bott människor sedan 800-talet, och gravhögar finns dokumenterade. Namnet betyder Bäverbäcken, av det äldre svenska ordet bjur ’bäver’. På 1600-talet omnämns torpet i kyrkoböckerna, där det står att de flesta inneboende var torpare. 1910 upphörde torpet att fungera som dagsverkstorp, och det friköptes. 1959 blev det åter en del av Stensholm. Torpet ligger avskilt, ungefär 1200 meter in på en till torpet hörande grusväg, som övergår i en stig direkt efter torpet.
Broholm heter torpet som var reserverat för Erik Gustaf Queckfeldt den yngres underlydande. Queckfeldt deltog med honom i finska kriget och när han som överstelöjtnant pensionerades vid 45 års ålder tog han med sig sin underlydande hem till Stensholm. Torpet låg en bit väster om Huskvarnaån. Det är osäkert när torpet byggdes, men man vet att den underlydande, Johan Granbom, bott där med sin fru ett tag år 1821. 1872 började man slå samman andra torp med torpet, för att bilda en så kallad platsgård. Dessa torp var bland annat Brostugan, Bron och Abrahamstorp. 1888 slogs även Tyskängen samman med gården. 1903 sålde den nyblivne ägaren till Stensholms säteri, KJ Gustafsson, Broholm till sin bror. Broholm blev då en egen gård på 31.5 hektar. Huset finns fortfarande kvar.
Bron eller Broen omnämns för första gången i Hakarps kyrkböcker år 1685 när ett oäkta barn föds i torpet. Det har tagits för troligt att torpet beboddes av Hakarps brovaktare, dels då torpet låg ungefär 100 meter väst om den bro som kallades Rädzla bro, och av vilken man fortfarande kan hitta rester från brofästet. Själva torpruinen är belägen på en äng i närheten av bron. Torpet, som även gick under det lokala namnet "Krogen", var förmodligen en parstuga då det var relativt många som bodde i det samtidigt. Brostugan slogs 1811 ihop med Bron, och denna nya bostad beboddes fram till 1873 när den revs. Brostugan uppfördes någon gång under 1600-talet, och var under 1700-talets början hem för vapenhantverkare vid Husqvarna Gevärsfaktori. 1718 dog en kvinna i torpet vid en ålder av 103 år. Torpet var förmodligen relativt välmående, och brukades av dagsverkstorpare. Under en lång tid beboddes det av en familj "Ljungström", mellan 1771 och 1845. Från 1815 kan man läsa att torpet hade tre tillhörande kor, en kviga och en kalv, tre av både får och getter samt en bock och en gris, och utöver detta ett 22 år gammalt sto. Torpet slogs samman med övriga torp (såsom Bron) till Broholm 1875 och det revs ned när det ej längre behövdes. Ruinen ligger helt nära Stensholmsskolan och kvar finns en källargrop samt en kulle som visar var skorstenen stått.
Ebbes kvarn med tillhörande torp är med säkerhet belagt första gången i dödsboken i Hakarps församling från år 1755. Det är osäkert både när de uppfördes, och vad namnet kommer ifrån. Det har spekulerats i att befälhavaren för de jutar som namngav Jutaholm (se Gårdsnamn i Hakarp) hette Ebbe, eller att den förste mjölnaren alternativt byggmästaren bar namnet. Det första belägget kommer från en drunkningsolycka där den som bebodde torpet dog. Det nämns återigen när dennes pappa dör fem år senare, 1760. Stugan beboddes främst av de mjölnare som arbetade i Ebbes kvarn, och fler än 25 av dem har bott där. Torpet låg ungefär 75 meter väst om kvarnen. 1873 brann hela kvarnen ned, och trots att försäkringspengarna man fick ut var små, byggdes en ny kvarn upp. 1898 överläts vattenrätten till Munksjö AB och som ett resultat av detta var kvarnen onödvändig. Runt 1900 revs kvarnen och vid torpet uppfördes en större arbetarbostad vid namn Kvarnalyckan. Ingen av byggnaderna finns kvar idag, ej heller spår av dem. Kvarnruinen kan urskiljas under en av Ådalsvägens broar.
Torpet Ekåsen låg mellan Jutaholm och Korsvägen. 1684 kallades höjden på vilket torpet ligger för Lekåsen, varför det inte är otroligt att namnet åsyftar den offerlund som fanns vid det närbelägna Lundaberget. Själva torpet nämndes första gången 1709, och har inhyst många äldre personer. Torpet upphörde att vara torp och blev en fattigstuga. Efter att pigan Sigrid Nilsdotter avled där 1852 revs stugan, vars grundstenar fortfarande finns kvar.

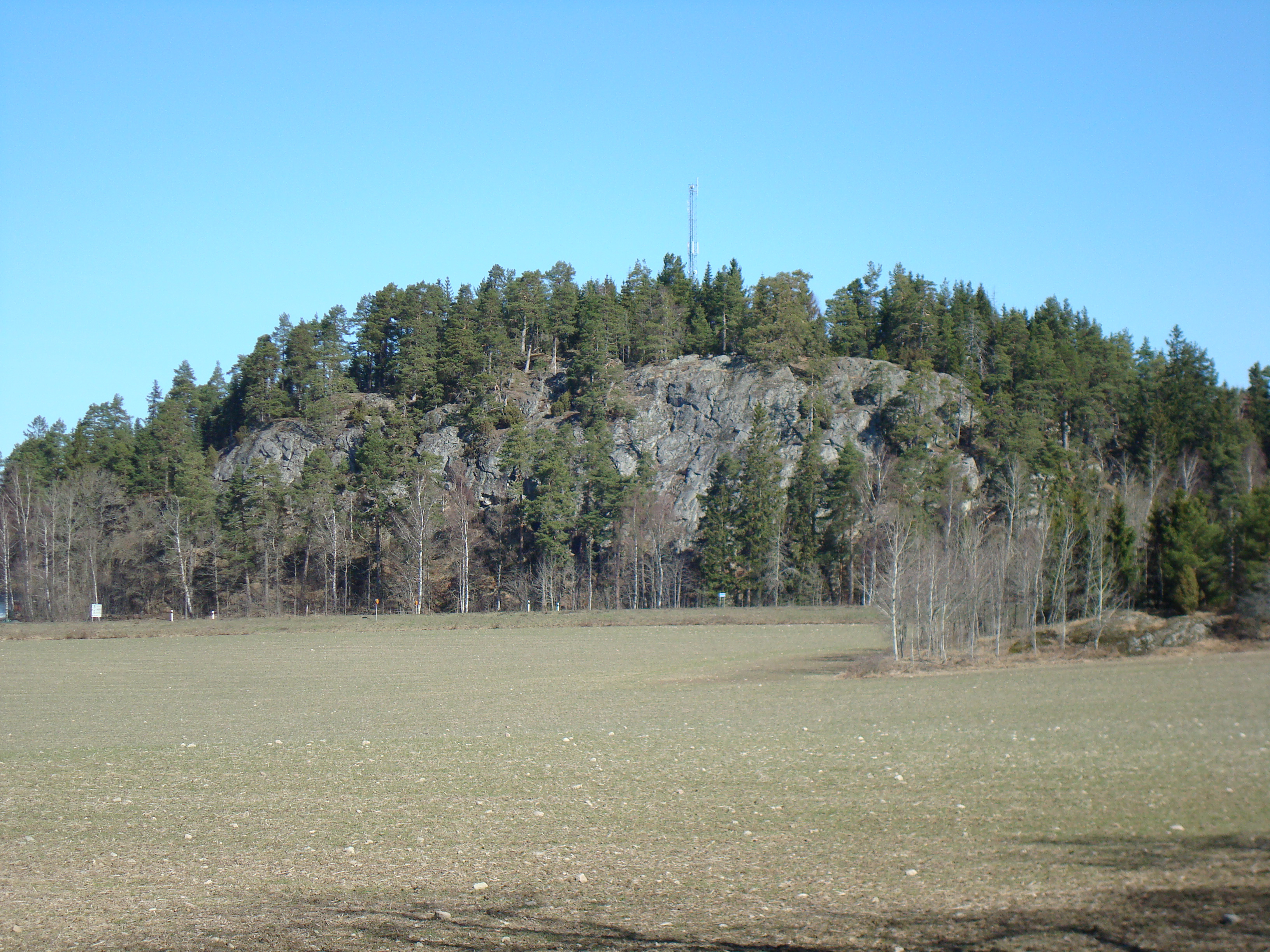
Lundaberget

Det något förvirrande dubbeltorpet Fintorp och Vedermödan var dagsverkstorp fram till 1884. Torpet fungerade som så att två familjer hade ett gemensamt bostadshus samt en stuga där man hade var sitt rum. I kyrkböckerna nämns båda namnen blandat. De hade separerade jordbruk till 1884 när de slogs samman. "Vedermödan" kommer förmodligen från att torpet hade sämre odlingsförhållanden, och att Fintorp hade bättre sådana. Huset var tomt mellan 1907 och 1911. 1911 blev det epdiemisjukhus i Hakarp. Stugan där de två familjerna bodde revs 1921, men boningshuset finns kvar.
Fällan omnämns för första gången år 1723 i Hakarps vigselbok. Den fungerade som dagsverkstorp till 1905 när Stensholms rättare friköpte torpet. Rättarens son var den siste i Hakarp med oxar dragande kraft i jordbruket. Huset står fortfarande kvar och hör till Carlfors bruk. Under några år på 1710-talet finns torpet "Erikstorp" omnämnt i kyrkböcker. Sedan dess omnämns torpet inte, förrän man under 1764 och framåt under 1700-talet nämner ett nybyggt torp vid Fällan i husförhörslängderna. Detta torp kom senare att kallas Erikstorp. Huruvida detta är samma torp som förfallit, rivits och byggts upp igen eller två olika torp är oklart. Byggnaden finns dock fortfarande kvar och blev 1905 friköpt tillsammans med Fällan.
Hallen är ett torp som ligger strax utmed länsväg 132. Namnet kommer från den berghäll som ligger på dess tomt. Torpet nämns först 1680 och har bebotts av exempelvis skomakare och trädgårdsmästare förutom dagsverksarrendatorer. Som ett dagsverkstorp tjänade Hallen till 1850-talet. Då började istället Stensholms säteri bruka jorden, vartefter torpet tjänade som undantagsbostad. Det såldes 1903 och har sedan dess bytt ägare ett antal gånger.
Att Lilla Tokarps kvarn med tillhörande stuga har funnits är förmodligen säkert, men det är osäkert var. Det finns väldigt lite skrivet om torpet. Den omnämns i en förteckning över kvarnar i Sverige från 1697. 1542 nämns den i jordeböckerna. En möjlighet är att kvarn och torp har tillhört Stora Tokarp. Under 1600-talet övergick ägandet till Stensholms gård. Mellan 1726 och 1804, när kvarnverksamheten förmodligen upphörde, finns mjölnare bosatta i torpet. Förmodligen revs stugan efter 1854 när den då i stugan boende familjen flyttade till Jönköping. Grundstenarna är förmodligen bortodlade.

### L-Ö
Lyckorna heter två torp (Stora och Lilla Lyckorna (även kallat Qvarnhemmet)) som låg på Fagerslättsvägen mellan Egnahem och Hakarps socken. Fagerslätts gård ligger idag på den plats som torpen innan låg. De nämns första gången 1636, och till 1781 hörde de till Hakarps säteri. Därefter tillhörde de Stensholm, som fick ägorätten till torpen efter en gränstvist från 1700-talets mitt som slutligen löstes 1781. 1846 upphörde man att göra dagsverk på gården. 1999 revs ett boningshus vid Lyckorna. Magasinsbyggnaden flyttades till Hakarps hembygdsgård 1999 från platsen. 2000 uppfördes en modern villa på platsen.
Torpet Norra Glasberga har traditionellt varit Stensholms säteris djurgård, där man jagade. Under 1660-talet blev den dåvarande djurvaktaren skjuten av en tjuvskytt och skadades så svårt att han avled. Torpet har även huserat en polack, Johan Kusoffski, under 1700-talets första hälft. Denne hade följt Karl XII efter slaget vid Poltava och bosatte sig i Stensholm där han blev kär i en flicka. De två ingick äktenskap efter strider med prästen i Hakarps kyrka som inte ville viga dem då han var katolik. 1760 byggdes Södra Glasberga. Dessa var separerade till 1887 då de båda torpen blev ett torp. Södra Glasberga blev undantagsbostad till en bit in på 1900-talet då det revs. Sammanslagningen ledde till en stor gård och därigenom många dagsverken, 374 om året och således drygt en om dagen, varför man var tvungen att anställa drängar till torpet. Gården friköptes 1911. Gården har sedermera återgått till Stensholms säteri, men boningshuset är friköpt. Mellan Glasberga och Hallen ligger Nybygget, som byggdes 1820. Det har varit Stensholms gårdssmeds bostad, tills den sista smeden flyttade 1910. Torpet sammanslogs då med Glasberga, och är fortfarande bebott.

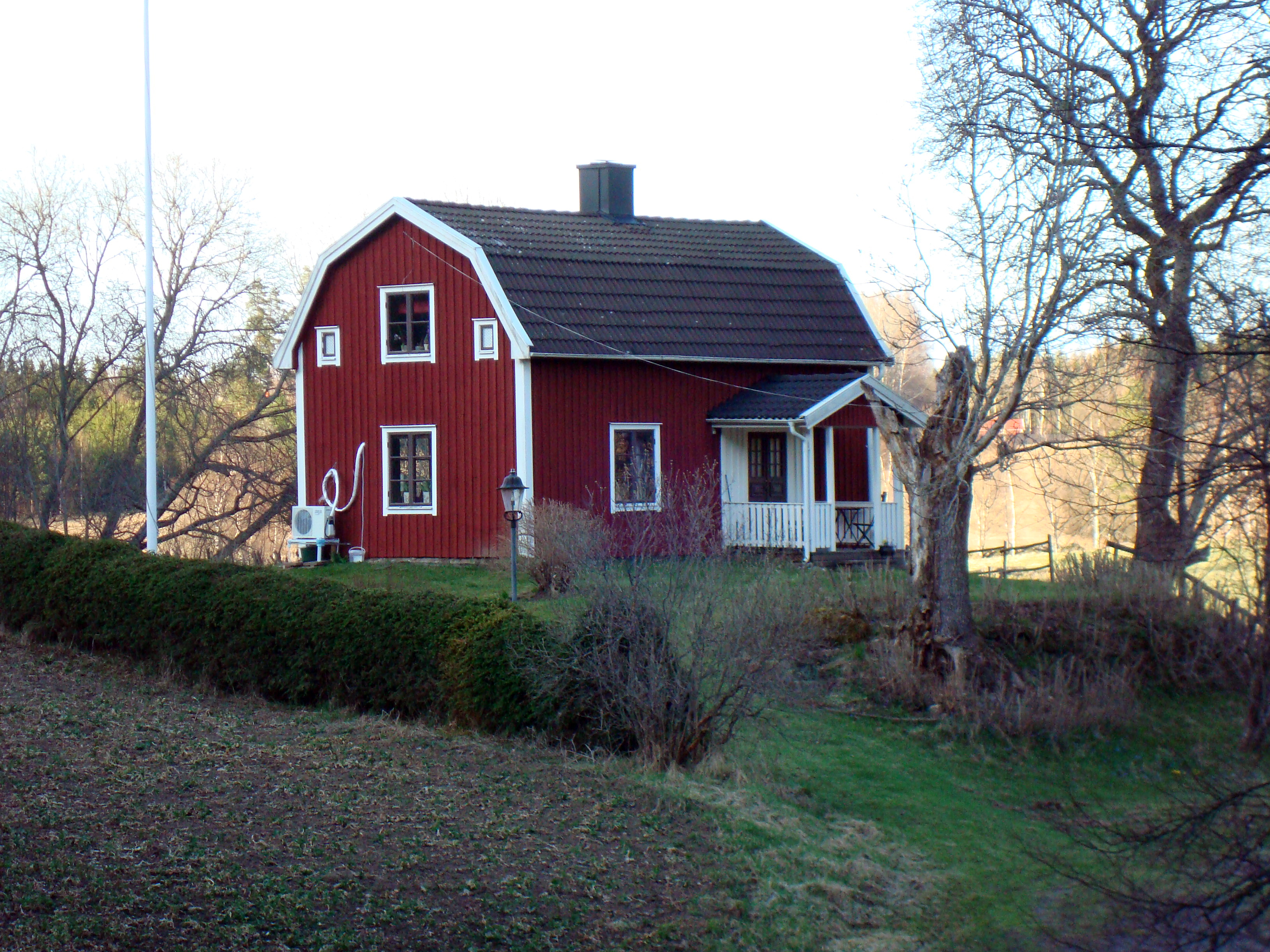
Torpet Skogen

Nyholm, med fastighetsnamnet Lilla Tokarp, är namnet på ett torp som uppfördes 1846. Lilla Tokarp kommer förmodligen av att jorden tidigare tillhörde Lilla Tokarps kvarn. Därefter var det ett antal dagsverkstorpare tills år 1907 då torpet friköptes och bildade ett 1/8 mantal.
I torpet Skogen bodde många vapenhantverkare vid Husqvarna Gevärsfaktori. I detta fall arrenderades torpet, och en dräng att utföra dagsverkena på Stensholm anställdes. Allt eftersom blev det fler jordbrukare i torpet, och var ett av de största dagsverkstorpen med 207 dagsverken om året. 1913 slutade det att fungera som dagsverkstorp. Torpet finns idag kvar. Ett par hundra meter söder om Skogen låg torpet Källebäcken. Det fungerade förmodligen som änkebostad innan även det blev dagsverkstorp. Som sådant fungerade det till 1877 när Skogen och Källebäcken blev ett torp. 1905 nedmonterades stugan för att användas som timmer vid andra byggnationer. 1832 uppfördes en backstuga vid namn Bäcken. Den fungerade som bostad för äldre, och låg nära Källebäcken. Stugan var förmodligen trångbebodd, likt många andra backstugor. 1880 revs den ned och de inneboende flyttade till Källebäcken. Detta resulterade dock i en brist på änkebostäder. Därför uppfördes år 1884 stugan Nydala, belägen något norr om Bäcken. De som bodde i Nydala finns prästnoteringar om som "fattig, oäkta, enarmad, vanför, idiot". På 1920-talet nedmonterades backstugan och användes som timmer vid nybyggnationer.
Tuvan är namnet på en backstuga. Den uppfördes år 1845 av en före detta dagsverksbrukare som ej längre orkade utföra dagsverken. Han hade brukat på Fintorp hela sitt liv, och fick därmed en backstuga uppförd för sin ålderdom. Andra personer i behov av bostad flyttade även in, såsom änkor. Den revs 1885, och idag återstår inga spår av byggnaden. Nära Tuvan låg stugan Holmalyckan. Den uppfördes 1854, helt nära Stensholms gård, och alltså i riktning mot Stensholms gård från Tuvan. I stugan bodde gårdens jordbruksarbetare. 1897 revs den och det enda som finns kvar är det samma som finns kvar på Tuvan.
I rättegångslängder har man konstaterat att Tyskängen uppfördes under 1600-talets slut. Kyrkböckerna på den tiden var inte speciellt omfattande, och den byggare som nämns har man inte hittat i dem. Den första som man vid husförhörslängder hittat i torpet är en Anders Johansson från 1715. Varför torpet heter som det heter är det ingen som vet förutom att det uppfördes på en äng med samma namn, som har givit namn åt torpet. 1841 fann torparen Sven Larsson 431 silvermynt och 22 kopparmynt på gården. 13 av dessa var från Karl XI:s tid. 7 var från Karl XII:s tid, 12 från Fredrik I:s tid och 21 från Adolf Fredriks tid. Utöver dessa var tre stycken från Danmark och en var en rubel i silver från Peter I:s tid. Torpets sista brukare brukade den till 1888 när torpet slogs samman med Broholm. Idag återstår inget av den dåvarande byggnaden, utan en ny har byggts.

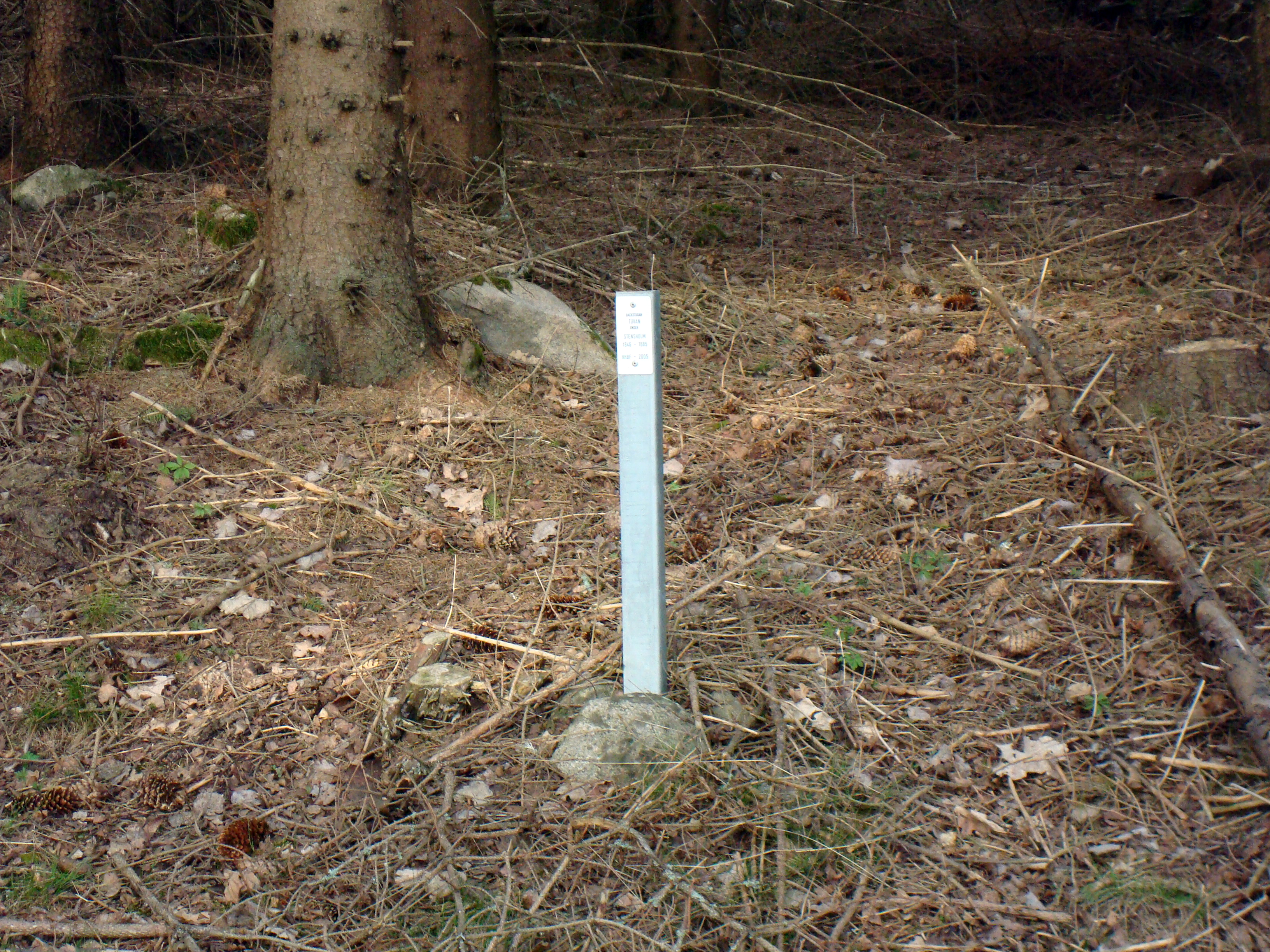
Upprest minnesskylt över Tuvan. Den säger att stugan uppfördes 1845 och revs 1885.
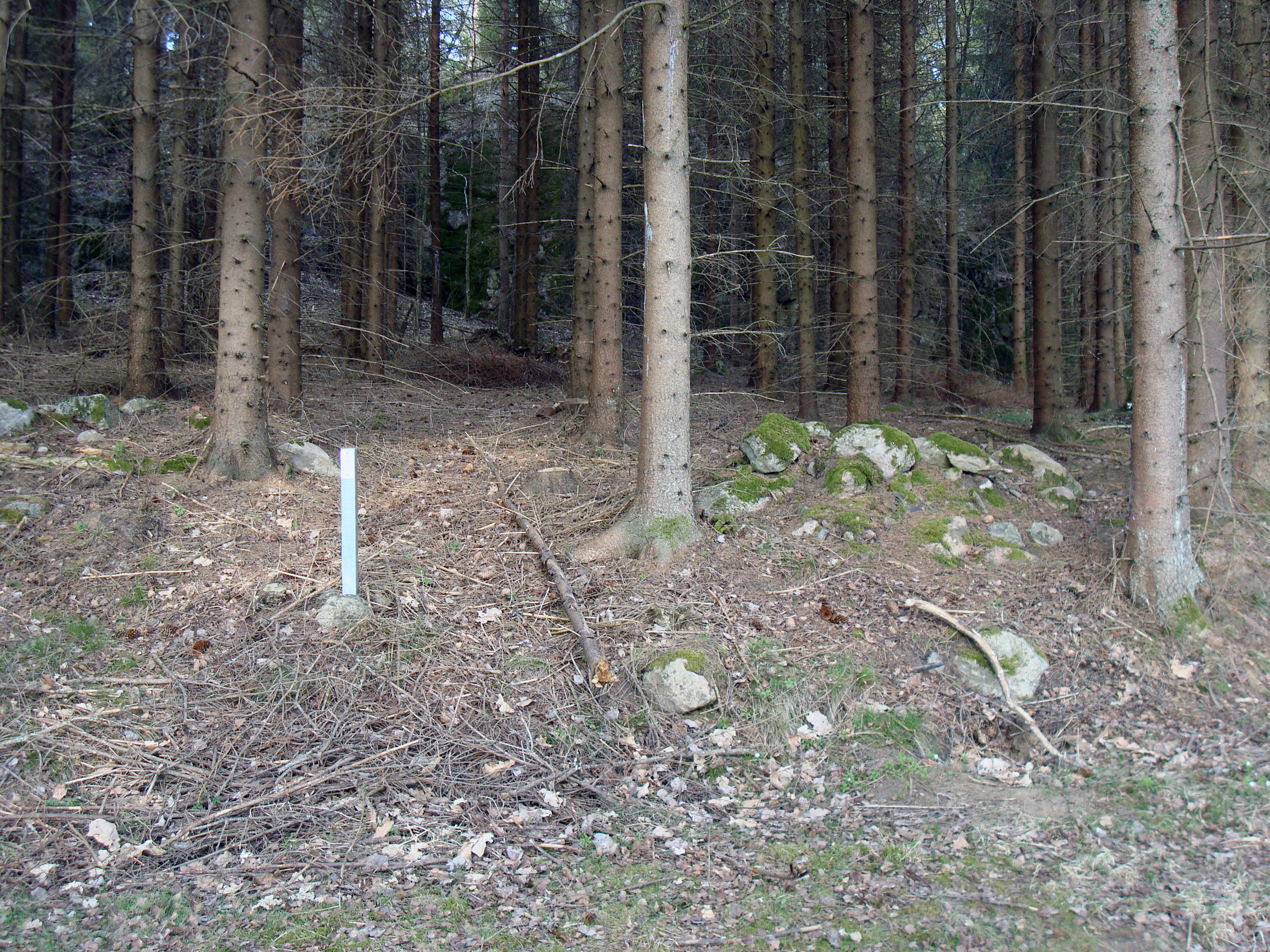
På bilden syns det lilla som är kvar av Tuvan
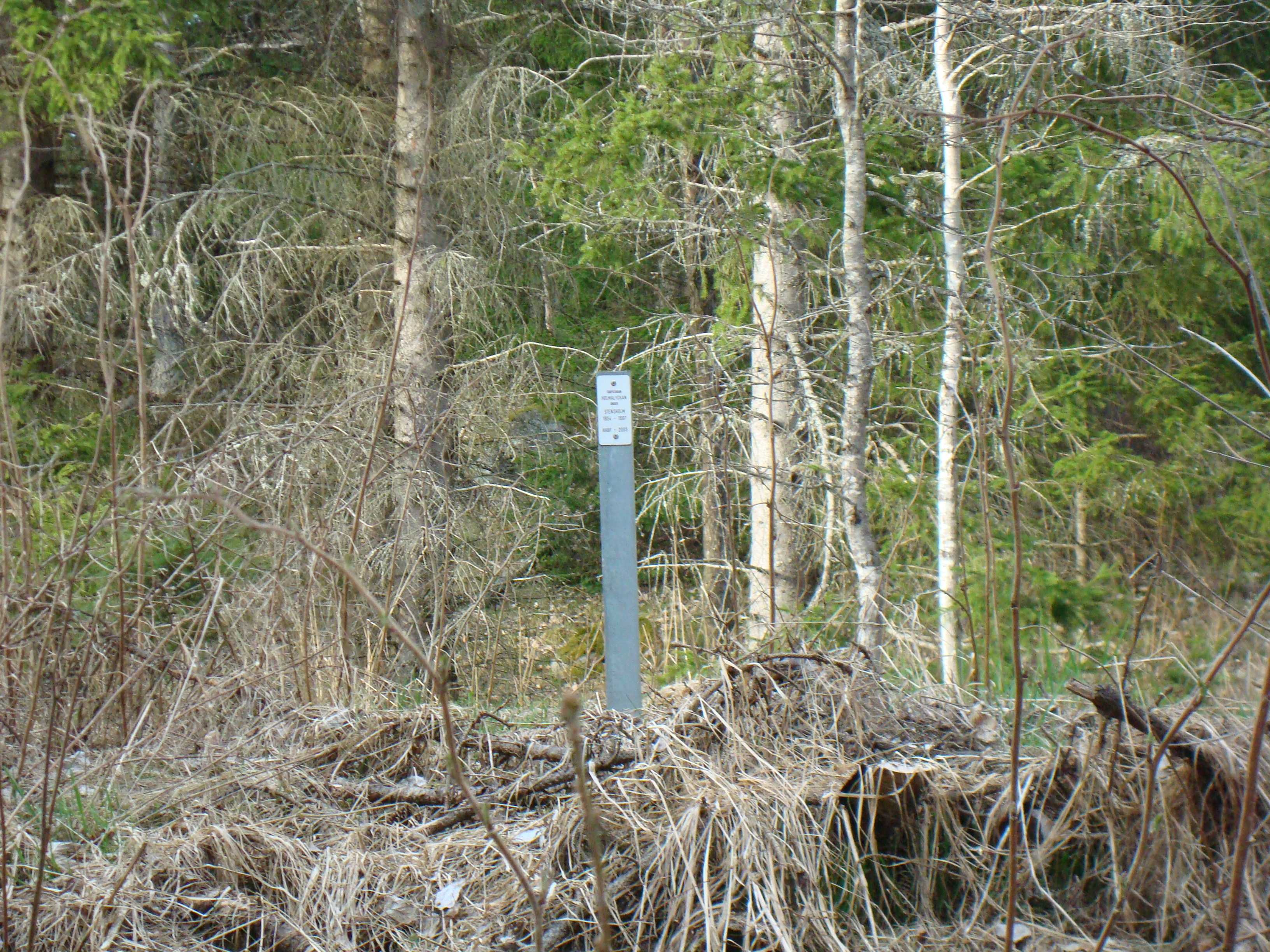
Likt Tuvan finns det vid Holmalyckan bara kvar en minnesskylt samt små stenar